# Nicole Berndt-Caccivio
Nicole Berndt-Caccivio (* 1963 in Biel) ist eine Schweizer Tänzerin, Choreografin und Dozentin für zeitgenössischen Tanz.

## Leben und Wirken
Nicole Berndt-Caccivio wurde in eine künstlerische Familie (Musik und Bildhauerei) geboren. Sie studierte seit ihrer Kindheit Tanz in Biel-Bienne (Schweiz) und später bei Marianne Fuchs in St. Gallen (Schweiz). Weiter hatte sie die Möglichkeit, in New York in den Cunningham Studios zu trainieren. Von 1983 bis 1986 war sie Tänzerin im ch-tanztheater Zürich, (Ben Tsutomu Ida und Eve Trachsel) dann bis 1988 Mitglied der Tanzfabrik Berlin. 1988 war sie Mitbegründerin der Company LJADA und war bis 1994 Tänzerin und Managementleiterin der Company. 1995 übernahm sie eine Gastchoreografie beim Sarajevsky Ballet des Nationaltheaters in Sarajevo für das Stück The Power of Pain, dessen Premiere am 1. Juni 1966 die erste in diesem Theater nach der Belagerung von Sarajevo war. 1997 bis 2000 hatte sie mit Caccivio en Company Projekte in Berlin und der Schweiz, das Projekt wurde 2020 wieder ins Leben gerufen, ist in Biel-Bienne zuhause und beschäftigt sich mit solistischen Projekten ab 2021. Seit 1992 ist sie regelmäßig Dozentin beim Festival ImPulsTanz Wien, an der Musik und Kunst Privatuniversität der Stadt Wien, an der Hochschule für Musik und Darstellende Kunst Frankfurt am Main, der ETAGE in Berlin usw. Sie ist ausserdem künstlerische Leiterin dreier Projekte, die sich mit Kunst für und mit älteren Menschen (Amateuren) beschäftigen: der Age Company in Wien (zusammen mit Nora Aschacher und Ilse Stadler), das ab 2009 bis heute existiert ,von Goldrausch tanzt! in der Schweiz (2013 – 2018) und der Company Windsbräute in Kiel.(2014 – 2019) Seit 2020 existiert das Collective Spheres in Berlin und verbindet sie mit jüngeren Tänzerinnen und Choreografinnen auf verschiedenen künstlerischen, pädagogischen und performativen Ebenen.
Von 2004 bis 2007 studierte sie an der Schule für Körpertherapie Kientalerhof in Kiental Craniosacraltherapie und ist seit daher Körperarbeiterin im biodynamischen Modell.

## Auszeichnungen
- 1992: Erster Preis als bestes Duett mit der Company Ljada am Suzanne Dellal Center for Dance and Theater in Tel Aviv.